# 上上津役
上上津役（かみこうじゃく）は福岡県北九州市八幡西区の地名で難読地名。上上津役一丁目から六丁目の町がある。住居表示実施済み。郵便番号は807-0072。「上々津役」と表記されることもあるが、正式には「上上津役」である。

## 地理
八幡西区の中央部に位置し、北に上の原，市瀬、東に大字上上津役、南に町上津役東、西に町上津役西，下上津役，中の原と接する。

### 河川
- 二級河川 金山川
- 準用河川 中子川
- 準用河川 建郷川

### 湖沼
- 陣ヶ原池
- 芋ヶ葉山池
- 宮ノ下池
- 南郷良（なごら）下池

## 地域の特徴
町域の西縁に沿って南北に国道211号が走り、北部東縁に沿って北九州高速4号線が走り南側に抜ける。南東部を山陽新幹線が貫通する。また北部を建郷川が、中部を中子川が、南部を金山川がそれぞれ西流する。住宅地であり、北部・東部にはため池が点在する。

一丁目に九州電力送配電上津役変電所，馬場公民館，浄土宗称養寺，熊野神社、三丁目に上津役中学校，大原市民センター、四丁目に市営上津役プール，上津役幼稚園，県営大原団地，市営大原団地、五丁目に足水公民館，浄土真宗大谷派円応寺，東光山無量寺、六丁目に浄土真宗彌勒山浄雅寺などがある。

## 歴史
古くから集落のあった地域。1990年代頃までは水田・畑も多く残されていたため、ため池が町内に点在している。かつてこの辺りには大字上上津役の字、馬場，陣ヶ原，芋ヶ葉山，宮ノ下，南郷良，大原，城ノ腰，丸尾，中川，足水（たるみ），向原，下原，猿喰があった。なお、陣ヶ原，芋ヶ葉山，宮ノ下，南郷良はため池の名前として、大原は公園や団地の名前として、城ノ腰，丸尾，中川は公園の名前として、馬場，足水は公民館の名前として、向原はバス停の名前として残されている。

### 地名の由来
延喜式にこの辺りの地名として「夜久の駅（やくのうまや）」と記されており、後年「夜久」が「役」に転じ、さらに上津，下津に分かれたのが上津役の由来といわれる（ただし下津役という地名は現存しない）。上上津役は上津役をさらに上下に分けたうちの一つである。

### 沿革
- 1985年（昭和60年）6月1日 - 上津役一丁目新設[5][6]。
- 1986年（昭和61年）6月1日 - 上津役二丁目 - 六丁目新設。大字上上津役の一部が上津役一丁目に編入[7][8]。

### 町名の変遷
| 実施内容          | 実施年月日               | 実施後         | 実施前                             |
| ----------------- | ------------------------ | -------------- | ---------------------------------- |
| 町名新設 住居表示 | 1985年（昭和60年）6月1日 | 上上津役一丁目 | 大字上上津役，大字市瀬の各一部     |
| 町名新設 住居表示 | 1986年（昭和61年）6月1日 | 上上津役二丁目 | 大字上上津役の一部                 |
| 町名新設 住居表示 | 1986年（昭和61年）6月1日 | 上上津役三丁目 | 大字上上津役，大字下上津役の各一部 |
| 町名新設 住居表示 | 1986年（昭和61年）6月1日 | 上上津役四丁目 | 大字上上津役の一部                 |
| 町名新設 住居表示 | 1986年（昭和61年）6月1日 | 上上津役五丁目 | 大字上上津役の一部                 |
| 町名新設 住居表示 | 1986年（昭和61年）6月1日 | 上上津役六丁目 | 大字上上津役の一部                 |

## 世帯数と人口
2025年（令和7年）3月31日現在（北九州市発表）の世帯数と人口は以下の通りである。
| 町             | 世帯数    | 人口    |
| -------------- | --------- | ------- |
| 上上津役一丁目 | 408世帯   | 824人   |
| 上上津役二丁目 | 626世帯   | 1,307人 |
| 上上津役三丁目 | 489世帯   | 924人   |
| 上上津役四丁目 | 776世帯   | 1,510人 |
| 上上津役五丁目 | 483世帯   | 1,034人 |
| 上上津役六丁目 | 168世帯   | 331人   |
| 計             | 2,950世帯 | 5,930人 |

### 人口の変遷
国勢調査による人口の推移。
| 1995年（平成7年）  | 6,650人 | [ 9 ]  |  |
| 2000年（平成12年） | 6,898人 | [ 10 ] |  |
| 2005年（平成17年） | 6,802人 | [ 11 ] |  |
| 2010年（平成22年） | 6,523人 | [ 12 ] |  |
| 2015年（平成27年） | 6,395人 | [ 13 ] |  |
| 2020年（令和2年）  | 6,140人 | [ 14 ] |  |

### 世帯数の変遷
国勢調査による世帯数の推移。
| 1995年（平成7年）  | 2,230世帯 | [ 9 ]  |  |
| 2000年（平成12年） | 2,431世帯 | [ 10 ] |  |
| 2005年（平成17年） | 2,480世帯 | [ 11 ] |  |
| 2010年（平成22年） | 2,501世帯 | [ 12 ] |  |
| 2015年（平成27年） | 2,545世帯 | [ 13 ] |  |
| 2020年（令和2年）  | 2,569世帯 | [ 14 ] |  |

## 学区
市立小・中学校に通う場合、学区は以下の通りとなる。
| 町             | 街区・戸番                                | 小学校                 | 中学校                 |
| -------------- | ----------------------------------------- | ---------------------- | ---------------------- |
| 上上津役一丁目 | 全域                                      | 北九州市立上津役小学校 | 北九州市立上津役中学校 |
| 上上津役二丁目 | 1 - 10番，17 - 24番                       | 北九州市立上津役小学校 | 北九州市立上津役中学校 |
| 上上津役三丁目 | 1 - 11番                                  | 北九州市立上津役小学校 | 北九州市立上津役中学校 |
| 上上津役四丁目 | 10番1号 - 26号，10番35号以上，11番 - 13番 | 北九州市立上津役小学校 | 北九州市立上津役中学校 |
| 上上津役五丁目 | 1 - 14番                                  | 北九州市立上津役小学校 | 北九州市立上津役中学校 |
| 上上津役六丁目 | 全域                                      | 北九州市立上津役小学校 | 北九州市立上津役中学校 |
| 上上津役二丁目 | 11 - 16番                                 | 北九州市立大原小学校   | 北九州市立上津役中学校 |
| 上上津役三丁目 | 12 - 23番                                 | 北九州市立大原小学校   | 北九州市立上津役中学校 |
| 上上津役四丁目 | 1 - 9番，10番27号 - 34号，14番 - 24番     | 北九州市立大原小学校   | 北九州市立上津役中学校 |
| 上上津役五丁目 | 15 - 19番，21番 - 31番                    | 北九州市立大原小学校   | 北九州市立上津役中学校 |
| 上上津役五丁目 | 20番                                      | 北九州市立大原小学校   | 北九州市立八児中学校   |

## 交通

### バス
域内のバス停と系統は以下のとおりである。
| 運行事業者 | 運行事業者   | 西鉄バス北九州 | 西鉄バス北九州 | 西鉄バス北九州 | 西鉄バス北九州 | 西鉄バス北九州 | 西鉄バス筑豊 |
| 系統       | 系統         | 40             | 53             | 57             | 77             | 快速           | 急行         |
| 停留所     | 下上津役     |                | ○              | ○              | ○              | ○              | ○            |
| 停留所     | 中の原二丁目 |                | ○              |                |                |                | ○            |
| 停留所     | 向原         | ○              |                |                |                |                |              |
| 停留所     | 足水         | ○              |                |                |                |                |              |
| 停留所     | 馬場         | ○              |                |                |                |                |              |

### 道路
- 国道211号

## 施設

### 役所・公的機関
- 九州電力送配電上津役変電所

### 公共施設
- 北九州市立大原市民センター
- 馬場公民館
- 足水公民館
- 市営上津役プール

### 教育施設
- 北九州市立上津役中学校
- 上津役幼稚園

### 商業施設
- ヤマダデンキ テックランド 八幡西店

### 社会福祉施設
- 上津役年長者いこいの家

### 公営住宅
- 県営大原団地
- 市営大原団地

### 寺社
- 熊野神社
- 浄土宗称養寺
- 浄土真宗大谷派円応寺
- 浄土真宗彌勒山浄雅寺
- 東光山無量寺

### 公園
- 大原公園
- 上上津役夢の町北公園
- 上上津役夢の町南公園
- 上上津役ゆり公園
- 上上津役二丁目北公園
- 上上津役二丁目東公園
- 上上津役三丁目公園
- 上上津役三丁目北公園
- 上上津役五丁目公園
- 上上津役五丁目北公園
- 上上津役五丁目桜公園
- 上上津役五丁目西公園
- 上津役公園
- 城の腰公園
- 丸尾公園
- 八幡中川公園